# Ixekizumab
Il Ixekizumab, venduto sotto il marchio commerciale di Taltz, è una medicazione iniettabile per il trattamento di malattie autoimmuni.
Chimicamente, è una forma di anticorpo monoclonale umanizzato.
La sostanza agisce legando l'interleuchina 17A e neutralizzandola, riducendo infiammazione.
Gli effetti collaterali più comuni includono infezioni delle vie respiratorie superiori, reazioni nel sito di iniezione e infezioni fungine.
Il farmaco è stato sviluppato da Eli Lilly and Co. ed è stato approvato per la psoriasi a placche nell'Unione europea e negli Stati Uniti.

## Medicazione
Negli Stati Uniti, ixekizumab è indicato per il trattamento degli adulti con psoriasi a placche moderate-gravi che sono candidati per una terapia sistemica o per una fototerapia, artrite psoriasica attiva, spondilite anchilosante attiva e spondiloartrite assiale non radiografica attiva con segni oggettivi di infiammazione.
Anche nell'Unione Europea è indicato per il trattamento della psoriasi a placche moderata-grave e come seconda linea terapeutica per la psoriasi artritica attiva.
Negli studi, il farmaco ha ridotto l'indice Psoriasis Area Severity Index di almeno il 75% (PASI75) all'82–89% dei pazienti durante i primi tre mesi di trattamento (a seconda dello schema delle dosi), ed il 40% dei pazienti ha sperimentato una completa assenza dei sintomi della psoriasi (PASI100). Nel gruppo placebo, PASI75 è stato raggiunto dal 4% dei pazienti, e PASI100 da nessuno; nel gruppo di pazienti che ha ricevuto etanercept, un più vecchio farmaco anti-psoriasi, PASI75 è stato raggiunto dal 48%. Fino alla 60ª settimana di studio, 11–44% dei pazienti trattati con ixekizumab ha avuto una ricaduta (di nuovo a seconda dello schema delle dosi), come comparato conl'84% sotto placebo.

## Controindicazioni
La medicazione è controindicata per i pazienti come alcune infezioni quali la tubercolosi attiva.

## Effetti avversi
Negli studi, ixekizumab ha incrementato il tasso di infezioni (27% dei pazienti trattati con ixekizumab, comparato al 23% sotto placebo), compresi quelli gravi (0.6% contro lo 0.4% sotto placebo). Altri effetti collaterali comuni prevedono dolore nel sito di iniezione (13–17% contro il 3%), dolore orofaringeo (1%) e nausea (1–2%).

## Overdose
Negli studi sono state somministrate dosi fino a quattro volte senza causare gravi effetti collaterali.

## Farmacologia

### Meccanismo d'azione
Ixekizumab si lega all'interleuchina 17 (IL-17A), una citochina pro-infiammatorio, e blocca la sua azione. Inoltre, IL-17A stimola la proliferazione cellulare e l'attivazione dei cheratinociti nella pelle. Questo meccanismo è simile a quello del brodalumab, un altro anticorpo similare per la psoriasi, che lega il recettore dell'interleuchina 17
L'anticorpo ha affinità con l'omodimero IL-17A e l'eterodimero IL-17A/F, ma non con altri membri della famiglia interleuchina 17.

### Farmacocinetica
Dopo l'iniezione sottocutanea, ixekizumab ha una biodisponibilità del 54–90%. Le concentrazioni plasmatiche più elevate vengono raggiunte dopo 4-7 giorni dopo una singola dose. Con il consueto schema posologico (carico, più una dose ogni due settimane), le concentrazioni allo stato stazionario vengono raggiunte in media nell'ottava settimana.
Come altri anticorpi, ixekizumab è probabilmente degradata dalla proteolisi. La sua emivita è di 13 giorni.

## Chimica
Ixekizumab è un anticorpo monoclonale completo della sottoclasse IgG4, che consiste di due catene leggere di immunoglobuline e due catene pesanti di immunoglobuline collegate da un ponte disolfuro.
Entrambe le catene pesanti sono glicosilate nella Asparagina nella posizione 296.
Nella regione cerniera, una serina è rimpiazzata da una prolina per ridurre la formazione dei semi-anticorpi e degli eterodimeri nel processo di produzione.
La lisina terminale trovata nella IgG4 viene rimossa.
L'anticorpo è prodotto nella cellula ovarica del criceto cinese.